# Pedro Morales (wrestler)
Pedro Morales (ur. 22 października 1942 w Culebra, zm. 12 lutego 2019 w Perth Amboy) – portorykański wrestler, były główny mistrz WWF i pierwszy w historii WWF mistrz Triple Crown.

## Życiorys
Urodził się 22 października 1942 w Culebra w Portoryko. W dzieciństwie przeprowadził się z rodziną do Brooklynu w Nowym Jorku.
Debiutował jako wrestler w wieku nastoletnim w 1959. Jego trenerem był Barba Rojo. W walkach najczęściej stosował strategię wycieńczania przeciwnika. Oszczędzał siły na początku pojedynku, a na końcu, gdy przeciwnik był już zmęczony, atakował go mocnymi uderzeniami. W latach 60. XX wieku był dominującym wrestlerem w Los Angeles i San Francisco.
W 1970 dołączył do organizacji World Wide Wrestling Federation (WWWF). 8 lutego 1971 stoczył pojedynek z Ivanem Koloffem, mistrzem WWWF, który zakończył panowanie mistrzowskie Bruno Sammartino, (najdłuższe, ponad siedmioletnie panowanie mistrzowskie w historii tego tytułu). Morales pokonał Koloffa i przejął tytuł. Później rywalizował z Sammartino i skutecznie bronił tytułu, między innymi na stadionie Shea Stadium w Nowym Jorku, gdzie obaj stoczyli ze sobą walkę trwającą 75 minut i zakończoną remisem. W 1973 stracił tytuł przegrywając ze Stanem Stasiakiem. Następnie przeniósł się do portorykańskiej organizacji World Wrestling Council, gdzie wraz z Carlosem Colónem zdobył mistrzostwo drużynowe WWC World Tag Team Championship.
W 1980 Morales powrócił do World Wrestling Federation (WWF, dawne World Wide Wrestling Federation). 9 września na stadionie Shea Stadium razem z Bobem Backlundem pokonał tag team The Wild Samoans w walce o mistrzostwo World Tag Team Championship. Musiał je jednak natychmiast zwrócić, ponieważ zawodnicy WWF nie mogli posiadać wielu tytułów jednocześnie. Kilka miesięcy później pokonał Kena Paterę w walce o mistrzostwo Intercontinental Championship. Dokonując tego został pierwszym wrestlerem WWF, który osiągnął Triple Crown. W 1981 rywalizował z Donem Muraco, któremu udało się odebrać tytuł Moralesowi, ale Morales odzyskał go w rewanżu. Po tym jak w 1983 Muraco znowu odebrał Moralesowi tytuł, Morales już nigdy nie nosił pasa mistrzowskiego. Był bliski wygrania turnieju King of the Ring w 1985 i 1986, ale odpadł przegrywając w 1985 z Donem Muraco w ćwierćfinale i w 1986 z Harleyem Race’em w finale.
W 1987 zakończył karierę wrestlera i został hiszpańskojęzycznym komentatorem WWF. Był trenerem wrestlera Gypsy Joe. W 1995 został wprowadzony do WWE Hall of Fame przez innego portorykańskiego zawodnika, Savio Vegę.
Zmarł 12 lutego 2019 w Perth Amboy z powodu powikłań spowodowanych chorobą Parkinsona.

## Mistrzostwa i osiągnięcia
- American Wrestling Alliance
  - AWA San Francisco World Tag Team Championship (2 razy) – z Pepperem Gomezem
- Big Time Wrestling
  - NWA San Francisco Pacific Coast Tag Team Championship (1 raz) – z Patem Pattersonem
- Championship Wrestling From Florida
  - NWA Florida Southern Heavyweight Championship (1 raz)
  - NWA Florida Tag Team Championship (2 razy) – z Rocky'm Johnsonem
  - NWA Florida Television Championship (1 raz)
- Mid-Pacific Promotions
  - NWA Hawaii Heavyweight Championship (1 raz)
  - NWA Hawaii North American Heavyweight Championship (3 razy)
  - NWA Hawaii Tag Team Championship (3 razy) – z Edem Francisem (2 razy) i z Bingiem Ki Lee (1 raz)
- World Wrestling Alliance
  - NWA Pacific Coast Brass Knuckles Championship (1 raz)
  - WWA World Tag Team Championship (6 razy) – z Luis Hernandez (1 raz), z Markiem Lewinem (1 raz), z Ricky Romero (2 razy), z Victorem Riverą (1 raz) i z Antonio Pugliese (1 raz)
- World Wrestling Council
  - WWC Tag Team Championship (1 raz) – z Carlosem Colónem
- World Wrestling Entertainment
  - WWE Hall of Fame (1995)
- World Wide Wrestling Federation
  - WWWF Heavyweight Championship (1 raz)
- World Wrestling Alliance
  - WWA World Heavyweight Championship (2 razy)
- World Wrestling Federation
  - WWF Intercontinental Championship (2 razy)
  - WWF Tag Team Championship (1 raz) – z Bobem Backlundem
- Pro Wrestling Illustrated
  - Zawodnik roku (1972)[1]
- Professional Wrestling Hall of Fame and Museum
  - Wprowadzony w 2015[5]
- Wrestling Observer Newsletter
  - Najbardziej przeceniany wrestler (1981, 1982)[1]